# Phalacrostemma dorothyae
Phalacrostemma dorothyae är en ringmaskart som beskrevs av Kirtley 1994. Phalacrostemma dorothyae ingår i släktet Phalacrostemma och familjen Sabellariidae. Inga underarter finns listade i Catalogue of Life.